# Schwechat (Fluss)

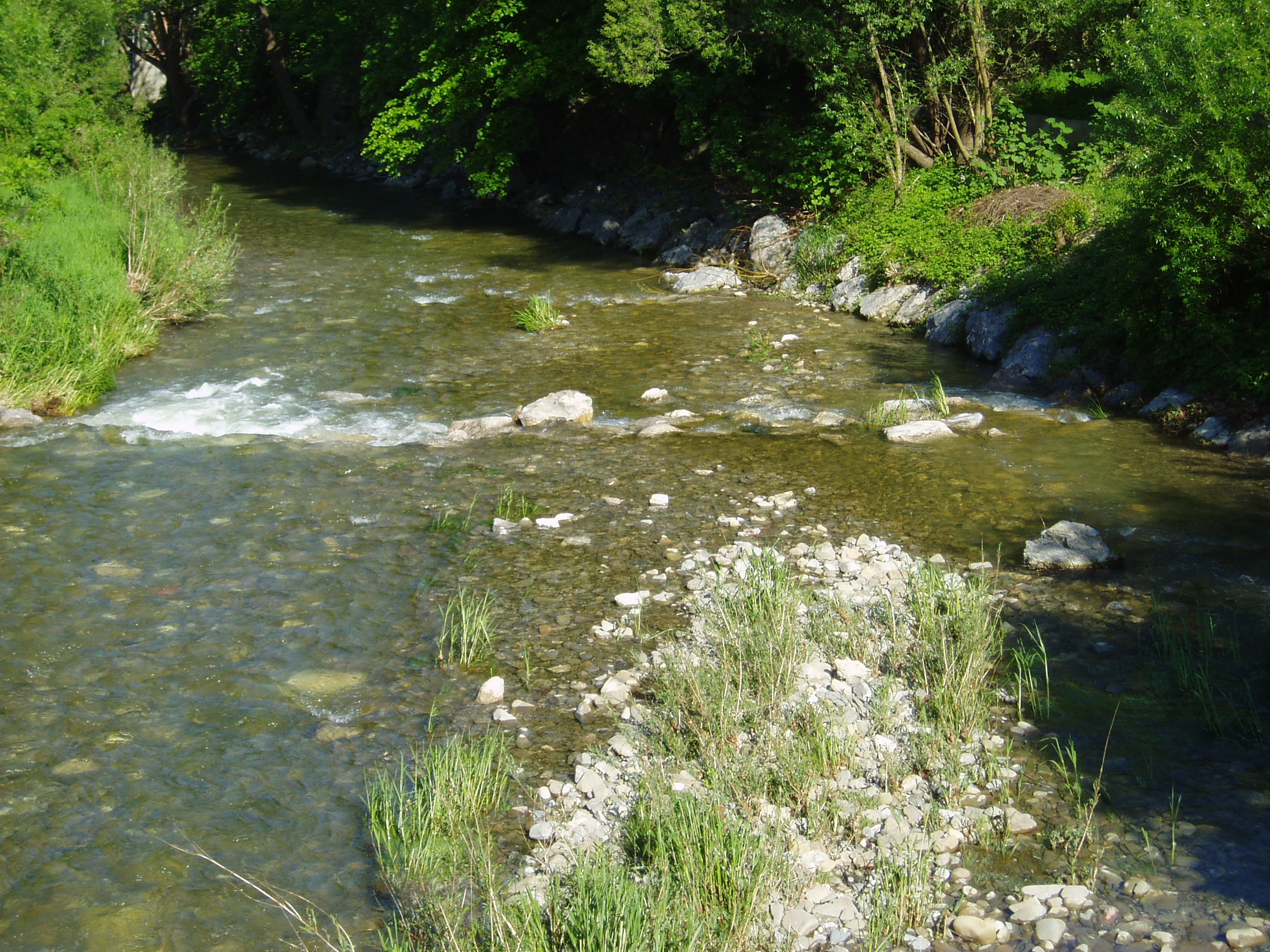
Die Schwechat in Alland beim Gedeckten Steg flussabwärts

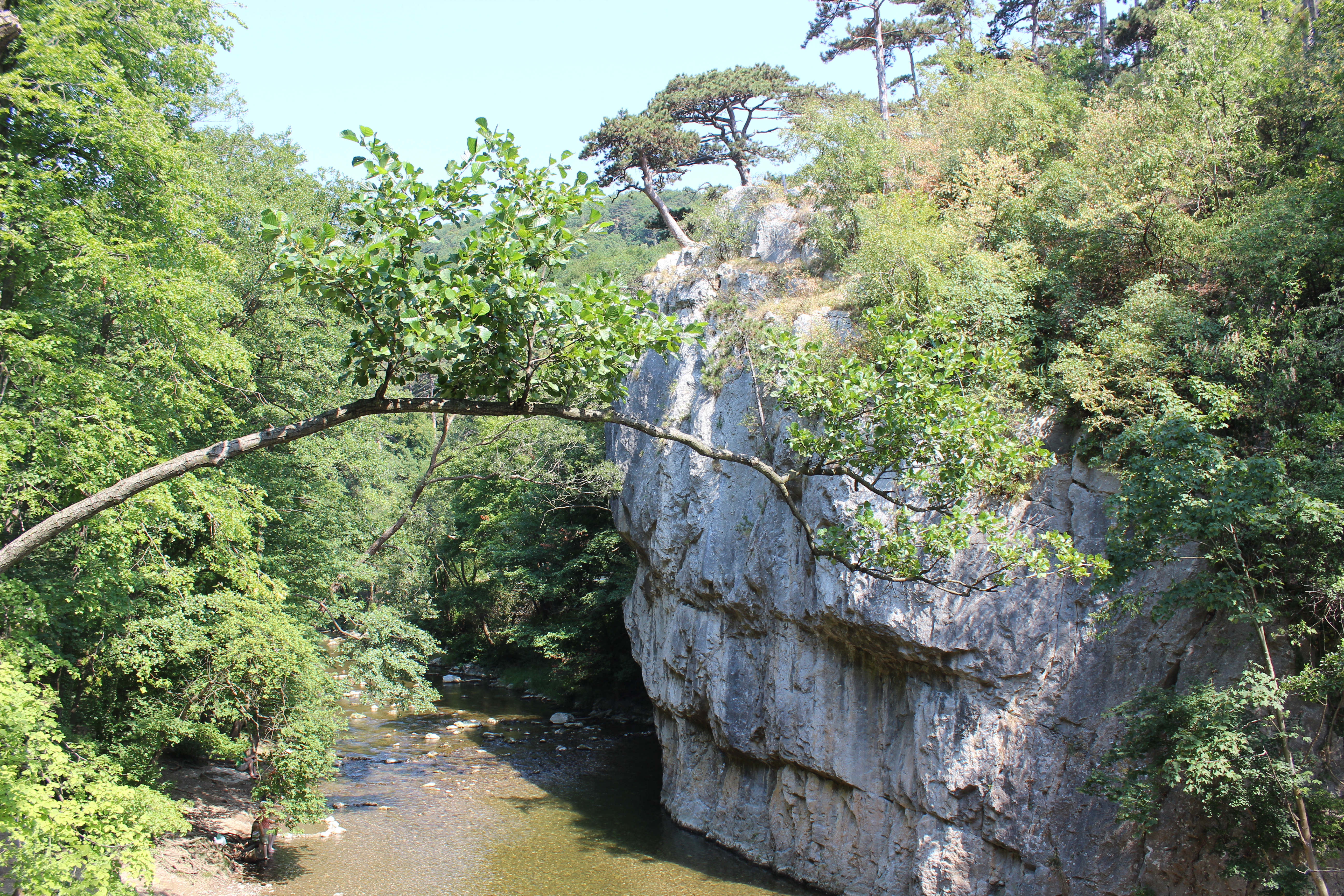
Die Schwechat beim Urtelstein

Die Schwechat ist ein 62 km langer Fluss im östlichen Niederösterreich. Sie entspringt am Schöpfl (893 m) im Wienerwald, fließt in östliche Richtung, bekommt erst kurz vor Alland ihren Namen und mündet bei Schwechat in die Donau. In früheren Zeiten wurde der Fluss auch „Badener Bach“ genannt.

## Verlauf

### Oberlauf
Ihre Quellbäche sind der Großkrottenbach, der Lammeraubach, der Kleinkrottenbach, der Agsbach und der Hainbach (von Süd nach Nord im Uhrzeigersinn), die alle bei Klausen-Leopoldsdorf zusammenfließen und die Schwechat bilden. Der höchstgelegene Quellbach ist der Riesenbach, der am Schöpfl entspringt und in den Lammeraubach mündet.

### Mittellauf
Über Alland fließt sie durch das Helenental bis Baden, wo der Badener Mühlbach abgeleitet wird, und bahnt sich den Weg in das Wiener Becken.

### Unterlauf
Ab der Ausleitung des Mühlbaches in Baden handelt es sich um eine Restwasserstrecke. Auf Höhe von Guntramsdorf (heute A2-Querung) wurde in den 1920er Jahren der alte Schwechatlauf trockengelegt (siehe weiter unten) und das Schwechat-Wasser in die ausgebaute Aubach-Künette umgeleitet. Bei Achau mündet die Triesting in diesen Aubach, der von dort bis zur Stadt Schwechat Mitterbach oder Wildbach heißt. Knapp westlich der Triestingmündung münden der Mödlingbach und der Krottenbach in den aus Laxenburg kommenden alten Schwechatlauf ein. Gleich danach gibt es einen Hochwasser-Überlauf in den Mitterbach (der das eigentliche Schwechatwasser führt), ansonsten fließt das Wasser des Mödlingbachs im alten Schwechatbett weiter. Aufgrund der stark verringerten Hochwassergefahr wird die „alte“ Schwechat in der Folge industriell genutzt. Zwischen Himberg und Lanzendorf nimmt der Mitterbach den aus der Triesting Richtung Himberg ausgeleiteten Neubach auf. In weiterer Folge fließen die „alte“ Schwechat, der Mitterbach und der von Süden kommende Kalte Gang weitgehend parallel Richtung Stadt Schwechat, wo die drei sich samt dem linken Zubringer Liesing vereinigen. Sie folgt nun dem alten Verlauf des Kalten Gangs nach Osten, bis sie sich östlich von Mannswörth in die Donau ergießt, wobei sie in ihrem letzten Teilstück durch einen alten Donauarm – das Ziegelwasser – fließt.
Bis zum 19. Jahrhundert (Donauregulierung) flossen Schwechat und Mitterbach (Wildbach) getrennt weiter nach Norden zwischen Kaiserebersdorf und Albern hindurch und mündeten vereint im heutigen Wiener Gemeindegebiet in die unregulierte Donau. Wegen der Errichtung des Donau-Hochwasserschutzdamms wurde dieser Lauf jedoch zunächst nördlich von Albern als Neubach (heute Becken des Alberner Hafens) umgeleitet und schließlich 1883 ganz trockengelegt. Das Schwechatwasser wurde dabei nördlich des Schwechater Stadtzentrums in den Unterlauf des Kalten Gangs umgeleitet, der den heutigen Schwechatverlauf über Mannswörth repräsentiert.
Bei ihrer „verschleppten“ Mündung (Ziegelwasser) weist die Schwechat eine durchschnittliche Wassermenge von 7,9 m³/s auf.
Eine Besonderheit stellt die Bewässerung des Schlossparks Laxenburg dar. Er erhält das Wasser nicht von der naheliegenden Schwechat, sondern aus Münchendorf von der Triesting. Dieses Wasser wird durch einen offenen, 1801 errichteten Kanal geführt, der ursprünglich im freien Feld angelegt war. Erst später wurde die Straßenverbindung Laxenburg – Münchendorf – heute die Landesstraße L 154 – parallel zum rechten Kanalufer neu errichtet. Bei der Rutschenbrücke unterführt der Kanal die auf einer Kanalbrücke geführte Schwechat (es handelt sich dabei nicht um einen Düker wie das teilweise behauptet wird). Die Entwässerung erfolgt dann über den Lobenbach in die Schwechat.
In der Stadt Schwechat besteht noch ein Stück fester Uferverbauung, mit dessen Renaturierung jedoch im Herbst 2020 begonnen wurde. Das Projekt ist Teil des Alpen-Karpaten-Fluss-Korridors, der in Zusammenarbeit mit der Slowakei eine ökologische Verbindung der Wienerwald-Flüsse mit der Donau und der March bilden soll.

## Name
Der Name leitet sich vom mittelhochdeutschen swechant ab, was Die Stinkende bedeutet. Diese Attribuierung ist aber erst ab Baden zutreffend, wo schwefelhaltige Quellen in den Fluss münden.

## Triftanlagen

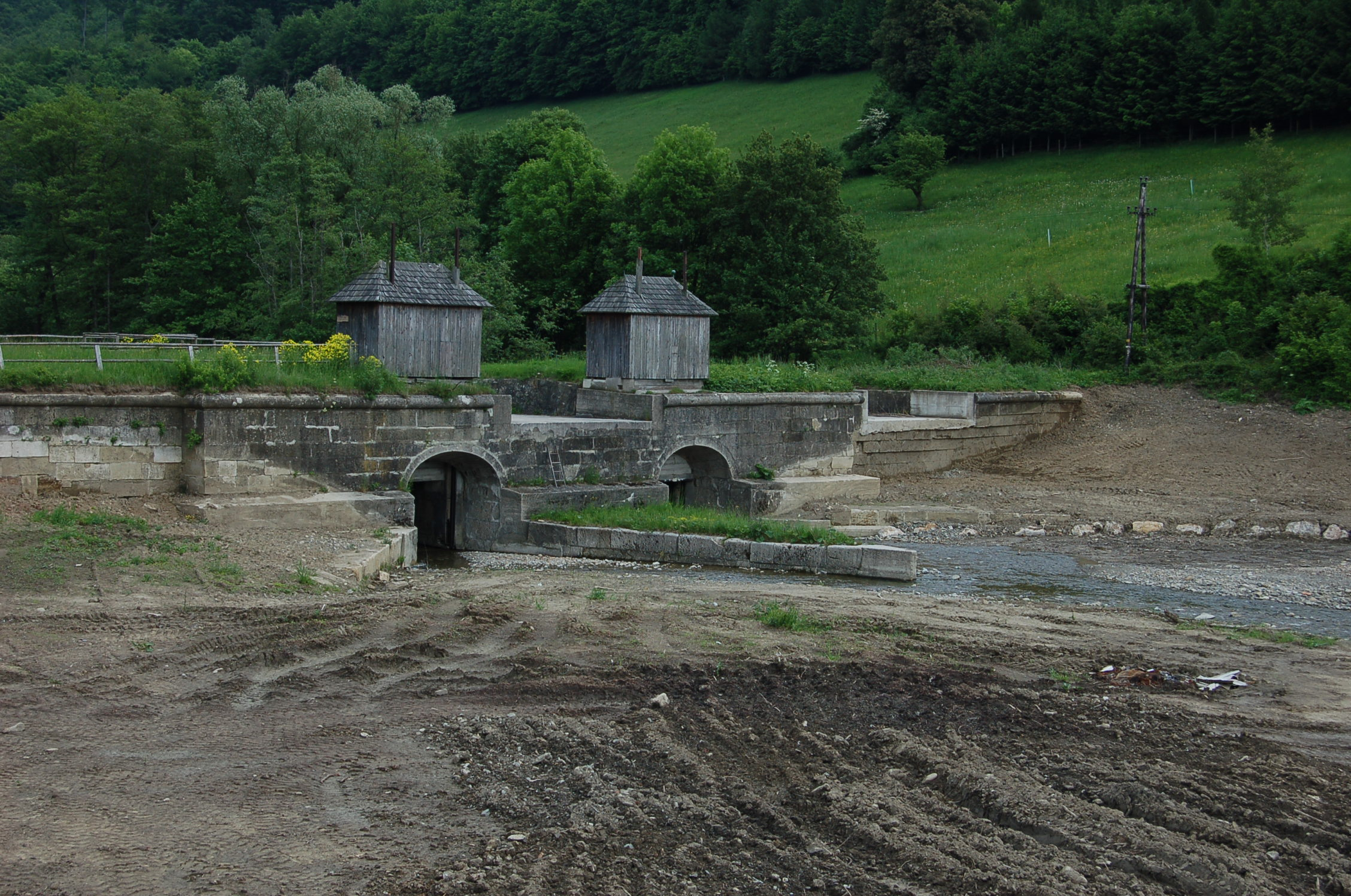
Die Hauptklause

Von 1667 bis 1939 wurde die Schwechat im Abschnitt von Klausen-Leopoldsdorf bis Baden intensiv für den Holztransport – die Holztrift – genutzt. Auf der Strecke wurden zur Kontrolle der Wassermengen durch Staubecken sogenannte Klausen errichtet. Bei Klausen-Leopoldsdorf lag die Hauptklause und auf den umliegenden Zuflüssen folgten 13 Nebenklausen. 1756 wurde die ursprünglich hölzerne Hauptklause als massiver Steinbau neu errichtet. Das Bauwerk ist bis heute erhalten. Seit dem Jahr 2006 werden auch die Nebenklausen wieder reaktiviert. Sie sollen sowohl als Kulturdenkmal als auch dem Hochwasserschutz als Rückhaltebecken dienen. Bei der Schöpflklause wurde ein Museum eingerichtet.
Am Westrand von Baden befand sich eine Rechenanlage, mit der das Holz vom eigentlichen Wasserweg abgetrennt wurde. Von dort wurde das Holz über die Klause beim Urtelstein weiter zum Holzrechen in Möllersdorf an der Reichsstraße geschwemmt. Von dort erfolgte der Weitertransport ursprünglich mittels Pferde-Fuhrwerk bis nach Wien. Ab 1803 erfolgte der Weitertransport von Baden nach Wien über den Wiener Neustädter Kanal.

## Sportschifffahrt
Bei hohem Wasserstand wird die Schwechat zwischen Klausen-Leopoldsdorf und Baden gerne von Wildwasser-Kajak-Sportlern befahren. Die Schwierigkeit liegt bei WW II nach der sechsstufigen Wildwasserschwierigkeitsskala.